# Jerzy Krzysztof Pisanski
Jerzy Krzysztof Pisanski (ur. 13 sierpnia 1725 w Piszu, zm. 11 października 1790 w Królewcu) – pedagog, pisarz i bibliograf. 

## Rodzina
Syn Krzysztofa (rektora szkoły w Węgorzewie od 1716,  pastora w latach 1722–1757 w Piszu) i Katarzyny - córki Helwinga. Protoplastą rodu był  pochodzący z Mazowsza  Jerzy Helm, który do 1588 był pastorem w Pisanicy.  Jego potomkowie od tej miejscowości przyjęli nazwisko Pisanscy. Pisanscy uważali się za Niemców, chociaż znali język polski. Jego stryj Michael Pisanski  był diakonem w latach 1732–1733 w Barcianach.

## Edukacja
Pisanski kształcił się początkowo w szkołach ewangelickich  w Piszu i  Węgorzewie. W latach 1742–1748 studiował  teologię i filozofię  na Albertynie   w Królewcu. Na uniwersytecie tym, w   1759 uzyskał tytuł magistra, a w 1773 doktora teologii.

## Kariera zawodowa
Od roku 1748 był nauczycielem  w szkole staromiejskiej w Królewcu, a od  1751 jej prorektorem. W latach 1759–1790 był rektorem szkoły katedralnej.  W międzyczasie  Pisanski prowadził też wykłady z filozofii, teologii i  historii  na Albertynie. W 1789 został radcą konsystorza ewangelickiego.
Pisanski utrzymywał kontakty z najznakomitszymi ludźmi swojej epoki i korzystał z ich zasobów bibliotecznych. W 1779 odwiedził  w Lidzbarku biskupa warmińskiego Ignacego Krasickiego.

## Opracowania
Pisanski należał do pierwszych pruskich regionalistów  naukowych. Z jego publikacji korzystali m.in.: 
Wojciech  Kętrzyński i Max Toeppen, a później w XX w. inni w opracowaniach związanych z historią Warmii i Mazur (także  Zofia Licharewa). W opracowaniach Pisanskiego  zawarte są cenne informacje na temat historii braci polskich w Prusach.
Pisanski swoje prace wydawał w języku łacińskim  i niemieckim   zarówno w periodykach (w Toruniu  - „Thornische Nachrichten”   jak i  w Królewcu – „Preussisches Archiv”) oraz  w oddzielnym druku.
Był autorem biografii profesora matematyki na Albertynie A. Conciusa  oraz poetów: S. Dacha, D Hermanna, R. Robertina  i inne.
Wydania najważniejszych prac Pisanskiego:
- ”De lingua Polonica iuris consulto Prussico utilissima„ - (o języku polskim) Królewiec 1763.
- ”Dissertatio historico-litteraria Graecae linguae in Prussia historiam in compendio sistens” -  (o języku greckim)  Królewiec  1766.
- ”Commentatio historico-critica de tribus linguis Regno Prussiae vernaculis” - Królewiec  1767
- ” Historia litteraria Prussiae” – (Historia  literatury pruskiej) Tom I-IV, Królewiec  1762–1765, to samo dzieło w wydaniach w języku niemieckim  1791 i poszerzone  (Królewiec)   1886.